# 獨立院校認證委員會
獨立院校認證委員會（Accrediting Council for Independent Colleges and Schools，縮寫：ACICS）是美國教育部長和高等教育認證委員會認可的一所美國教育公司，是美國高等教育認證機構之一，也是美国最大的针对营利性学校的认证组织。該評鑑組織成立於1912年，現為美國数百所的本科和研究生高等教育機構提供教育認證。但美國高等教育認證委員會因為查出該組織的認證品質低於標準, 已在2016年九月停止承認該組織的教育認證资格。該委員會在弗吉尼亞州註冊，但是在華盛頓特區辦公。

## 外部連結
- 官方网站
- 成員列表 （页面存档备份，存于）